# 瓦尔德塞
瓦尔德塞是德国莱茵兰-普法尔茨州的一个市镇。总面积12.93平方公里，总人口5396人，其中男性2674人，女性2722人（2011年12月31日），人口密度417人/平方公里。

## 友好城市
- 法國 吕费克